# Avesnes-sur-Helpe
Avesnes-sur-Helpe (in piccardo Avinne-su-Helpe) è un comune francese di 5 251 abitanti situato nel dipartimento del Nord nella regione dell'Alta Francia.
Nel suo territorio comunale scorre il fiume Helpe Majeure.

## Società

### Evoluzione demografica
Abitanti censiti